# Maria (Isaak Babel)
Maria (russisch Мария Marija) ist ein Theaterstück in acht Szenen von Isaak Babel. Es erschien 1935, konnte aber in der Sowjetunion nicht aufgeführt werden. Die Erstaufführung fand 1964 in Florenz statt. Eine inhaltliche Besonderheit besteht darin, dass die Titelfigur Maria im gesamten Stück nicht auftritt.

## Inhalt
Das Stück spielt zur Zeit des russischen Bürgerkriegs in St. Petersburg. Das russische Klassensystem ist nach der Oktoberrevolution zerfallen. Im Mittelpunkt der Handlung steht die Familie des zaristischen Generals Mukownin, die versucht, sich mit der neuen Situation und den Härten des Kriegskommunismus zu arrangieren.
Der alte Mukownin verfasst mittlerweile Bücher über die russische Militärgeschichte. Seine jüngere Tochter, Ljudmila, hofft auf eine vorteilhafte Ehe mit Isaak Dymschitz, der Kopf einer Schieberbande ist. Ihre Cousine Katja, nicht sehr glücklich über das neue Regime, hat eine Affäre mit einem Offizier der Rotarmisten. Die ältere Tochter des Generals, Maria, hat sich als idealistische Kommunistin in der Sowjetarmee als politische Kommissarin verdingt. Da sie an der Front ist, taucht sie im Stück selbst nicht auf. Sie ist lediglich in ihren Briefen und in den Gesprächen der anderen präsent.
Ljudmila lehnt die Avancen von Dymschitz zunächst ab, da sie ihn zur Heirat überreden will, doch Dymschitz ist bereits verheiratet und sieht in Ljudmila lediglich eine potenzielle Mätresse. Beim nächsten Rendezvous taucht er nicht auf und überlässt dem ehemaligen Garderittmeister Wiskowskij das Feld, der Ljudmila betrunken macht und vergewaltigt. Danach bricht ein Streit zwischen Wiskowskij und dem Rotarmisten Krawtschenko aus, der jenem vorwirft, Ljudmila mit Gonorrhoe infiziert zu haben. Bei der Auseinandersetzung erschießen sich beide gegenseitig. Die Polizei eilt herbei und verhaftet Ljudmila als einzige Überlebende. Auf der Wache wird sie für eine Prostituierte gehalten, die für die Schieberbande arbeitet. Ihrer Bitte um einen Arztbesuch wird nicht stattgegeben.
Ihr Vater, Mukownin, versucht nun, Kontakt zu seiner anderen Tochter Maria aufzunehmen, um sie um Rat zu fragen und zur Rückkehr von der Front zu überreden. Dies scheint zunächst zu gelingen und er gibt sich unbesorgt, erleidet aber kurz darauf einen Schlaganfall. Einen Arzt einzubestellen, daran ist in nächtlicher Stunde nicht zu denken. Als dann ein Soldat aus Marias Division eintrifft und meldet, dass Maria wegen der anhaltenden militärischen Operationen nicht kommen kann, gibt ihm das den Rest und er stirbt.
In der letzten Szene bohnern zwei Arbeiter in der ehemaligen Wohnung der Mukownins das Parkett und bereiten sie für die neuen Mieter vor. Als Katja mit dem Antiquitätenhändler Suschkin auftaucht, um ihm auf Geheiß Marias einen Schrank zu verkaufen, werden sie von der Hausmeisterin Agascha brüsk zurückgewiesen, denn den neuen Mietern sei eine voll eingerichtete Wohnung versprochen worden. Dem folgenden Wutausbruch und den Drohungen Suschkins hält sie stand. Nachdem dieser gegangen ist, kommentieren die beiden Arbeiter, dass Agascha zur Zeit des General nicht so mutig gewesen sei. Dennoch erinnern sich beide an den General als einen netten Menschen, der von den einfachen Leuten geliebt wurde. Schließlich treffen die neuen Mieter ein, ein Arbeiter und seine schwangere Frau.

## Aufführungen
2012 wurde das Stück in der Regie von Andrea Breth am Düsseldorfer Schauspielhaus aufgeführt (Premiere: 7. Januar 2012).

## Deutschsprachige Ausgaben
- Maria. Schauspiel in acht Bildern. In: Isaak Babel: Maria. Sonnenuntergang. Zwei Stücke. Aus dem Russischen übertragen von Heddy Pross-Weerth. München: Deutscher Taschenbuch Verlag 1967. S. 5–61 (ursprünglich in Sonnenuntergang. Geschichten und Dramen, Walter Verlag, Olten u. Freiburg i. Br. 1962)